# Ulia (heuvel)
De Ulía is een heuvel aan de kust van de Cantabrische Zee, in de stad San Sebastian in Spanje, ten oosten van de monding van de rivier de Urumea. Ten westen van de heuvel ligt de wijk Gros en het strand Playa de Zurriola, ten zuiden de wijk Ulía, ten oosten de haven van Pasaia en ten noorden de kust. De Ulía heeft een hoogte van 235 meter. Gedurende meerdere eeuwen tijdens de Middeleeuwen waren er uitkijkposten op de heuvel om vissers te waarschuwen voor de eventuele aanwezigheid van walvissen in de zee. De steile hellingen aan de kust zijn een beschermd natuurgebied. 